# Wereldbeker langlaufen 2020/2021
De wereldbeker langlaufen 2020/2021 (officieel: Coop FIS Cross-Country World Cup 2020/2021) ging van start op 27 november 2020 in het Finse Kuusamo en eindigde op 21 maart 2021 in het Chineese Peking. De wereldbeker werd georganiseerd door de Fédération Internationale de Ski. Het was de 40e editie van de wereldbeker voor zowel mannen als vrouwen.
De hoogtepunten van het seizoen waren de Tour de Ski en de wereldkampioenschappen langlaufen 2021, de resultaten van dit laatste evenement telden echter niet mee voor de wereldbeker.
De langlaufer die aan het einde van het seizoen de meeste punten had verzameld, won de algemene wereldbeker. De Rus Aleksandr Bolsjoenov en de Amerikaanse Jessica Diggins wonnen die algemene wereldbeker.

## Mannen

### Kalender
| Datum | Plaats                      | Onderdeel                             | Eerste                                                               | Tweede                                                               | Derde                                                                        |
| --- | --------------------------- | ------------------------------------- | -------------------------------------------------------------------- | -------------------------------------------------------------------- | ---------------------------------------------------------------------------- |
| Ruka Triple |                             |                                       |                                                                      |                                                                      |                                                                              |
| 27/11/2020 | Kuusamo                     | Sprint (klassieke stijl)              | Erik Valnes                                                          | Johannes Høsflot Klæbo                                               | Emil Iversen                                                                 |
| 28/11/2020 | Kuusamo                     | 15 km klassieke stijl                 | Johannes Høsflot Klæbo                                               | Aleksej Tsjervotkin                                                  | Aleksandr Bolsjoenov                                                         |
| 29/11/2020 | Kuusamo                     | 15 km vrije stijl (handicapstart)     | Hans Christer Holund                                                 | Andrej Melnitsjenko                                                  | Sjur Røthe                                                                   |
| Eindklassement Ruka Triple:                                                                                                | Eindklassement Ruka Triple: | Eindklassement Ruka Triple:           | Johannes Høsflot Klæbo                                               | Aleksandr Bolsjoenov                                                 | Emil Iversen                                                                 |
| 04/12/2020 | Lillehammer                 | Sprint (klassieke stijl)              | Afgelast, vanwege de coronapandemie                                  | Afgelast, vanwege de coronapandemie                                  | Afgelast, vanwege de coronapandemie                                          |
| 05/12/2020 | Lillehammer                 | 30 km skiatlon                        | Afgelast, vanwege de coronapandemie                                  | Afgelast, vanwege de coronapandemie                                  | Afgelast, vanwege de coronapandemie                                          |
| 06/12/2020 | Lillehammer                 | 4×7,5 km estafette                    | Afgelast, vanwege de coronapandemie                                  | Afgelast, vanwege de coronapandemie                                  | Afgelast, vanwege de coronapandemie                                          |
| 12/12/2020 | Davos                       | Sprint (vrije stijl)                  | Federico Pellegrino                                                  | Aleksandr Bolsjoenov                                                 | Andrew Young                                                                 |
| 13/12/2020 | Davos                       | 15 km vrije stijl                     | Aleksandr Bolsjoenov                                                 | Andrej Melnitsjenko                                                  | Artjom Maltsev                                                               |
| 19/12/2020 | Dresden                     | Sprint (vrije stijl)                  | Federico Pellegrino                                                  | Andrew Young                                                         | Gleb Retivych                                                                |
| 20/12/2020 | Dresden                     | Teamsprint (vrije stijl)              | Rusland I Aleksandr Bolsjoenov Gleb Retivych                         | Frankrijk I Richard Jouve Lucas Chanavat                             | Italië I Francesco De Fabiani Federico Pellegrino                            |
| Tour de Ski 2020/2021 |                             |                                       |                                                                      |                                                                      |                                                                              |
| 01/01/2021 | Val Müstair                 | Sprint (vrije stijl)                  | Federico Pellegrino                                                  | Aleksandr Bolsjoenov                                                 | Richard Jouve                                                                |
| 02/01/2021 | Val Müstair                 | 15 km klassieke stijl (massastart)    | Aleksandr Bolsjoenov                                                 | Dario Cologna                                                        | Ivan Jakimoesjkin                                                            |
| 03/01/2021 | Val Müstair                 | 15 km vrije stijl (handicapstart)     | Aleksandr Bolsjoenov                                                 | Artjom Maltsev                                                       | Maurice Manificat                                                            |
| 05/01/2021 | Toblach                     | 15 km vrije stijl                     | Aleksandr Bolsjoenov                                                 | Denis Spitsov                                                        | Ivan Jakimoesjkin                                                            |
| 06/01/2021 | Toblach                     | 15 km klassieke stijl (handicapstart) | Aleksandr Bolsjoenov                                                 | Ivan Jakimoesjkin                                                    | Jevgeni Belov                                                                |
| 08/01/2021 | Val di Fiemme               | 15 km klassieke stijl (massastart)    | Aleksandr Bolsjoenov                                                 | Francesco De Fabiani                                                 | Aleksej Tsjervotkin                                                          |
| 09/01/2021 | Val di Fiemme               | Sprint (klassieke stijl)              | Oskar Svensson                                                       | Gleb Retivych                                                        | Aleksandr Bolsjoenov                                                         |
| 10/01/2021 | Val di Fiemme               | 10 km massastart (vrije stijl)        | Denis Spitsov                                                        | Aleksandr Bolsjoenov                                                 | Maurice Manificat                                                            |
| Eindklassement Tour de Ski:                                                                                                | Eindklassement Tour de Ski: | Eindklassement Tour de Ski:           | Aleksandr Bolsjoenov                                                 | Maurice Manificat                                                    | Denis Spitsov                                                                |
| 23/01/2021 | Lahti                       | 30 km skiatlon                        | Emil Iversen                                                         | Sjur Røthe                                                           | Pål Golberg                                                                  |
| 24/01/2021 | Lahti                       | 4×7,5 km estafette                    | Noorwegen I Pål Golberg Emil Iversen Sjur Røthe Simen Hegstad Krüger | Finland I Perttu Hyvärinen Ristomatti Hakola Iivo Niskanen Joni Mäki | Rusland Ilja Semikov Ivan Jakimoesjkin Andrej Melnitsjenko Sergej Oestjoegov |
| 29/01/2021 | Falun                       | 15 km vrije stijl                     | Aleksandr Bolsjoenov                                                 | Simen Hegstad Krüger                                                 | Sjur Røthe                                                                   |
| 30/01/2021 | Falun                       | 15 km klassieke stijl (massastart)    | Aleksandr Bolsjoenov                                                 | Johannes Høsflot Klæbo                                               | Pål Golberg                                                                  |
| 31/01/2021 | Falun                       | Sprint (klassieke stijl)              | Johannes Høsflot Klæbo                                               | Oskar Svensson                                                       | Håvard Solås Taugbøl                                                         |
| 06/02/2021 | Ulricehamn                  | Sprint (vrije stijl)                  | Oskar Svensson                                                       | Gleb Retivych                                                        | Federico Pellegrino                                                          |
| 07/02/2021 | Ulricehamn                  | Teamsprint (vrije stijl)              | Italië I Francesco De Fabiani Federico Pellegrino                    | Zwitserland I Jovian Hediger Roman Furger                            | Zweden II Karl-Johan Westberg Johan Häggström                                |
| 20/02/2021 | Nové Město                  | Sprint (klassieke stijl)              | Afgelast, vanwege de coronapandemie                                  | Afgelast, vanwege de coronapandemie                                  | Afgelast, vanwege de coronapandemie                                          |
| 21/02/2021 | Nové Město                  | 15 km vrije stijl                     | Afgelast, vanwege de coronapandemie                                  | Afgelast, vanwege de coronapandemie                                  | Afgelast, vanwege de coronapandemie                                          |
| 23 februari tot en met 7 maart 2021: wereldkampioenschappen langlaufen 2021 in Oberstdorf (telt niet mee voor wereldbeker) |                             |                                       |                                                                      |                                                                      |                                                                              |
| 12/03/2021 | Engadin                     | 15 km klassieke stijl (massastart)    | Aleksandr Bolsjoenov                                                 | Johannes Høsflot Klæbo                                               | Pål Golberg                                                                  |
| 14/03/2021 | Engadin                     | 50 km vrije stijl (handicapstart)     | Simen Hegstad Krüger                                                 | Hans Christer Holund                                                 | Jens Burman                                                                  |
| Wereldbekerfinale |                             |                                       |                                                                      |                                                                      |                                                                              |
| 19/03/2021 | Lillehammer                 | Sprint (vrije stijl)                  | Afgelast, vanwege de coronapandemie                                  | Afgelast, vanwege de coronapandemie                                  | Afgelast, vanwege de coronapandemie                                          |
| 20/03/2021 | Lillehammer                 | 30 km skiatlon                        | Afgelast, vanwege de coronapandemie                                  | Afgelast, vanwege de coronapandemie                                  | Afgelast, vanwege de coronapandemie                                          |
| 21/03/2021 | Lillehammer                 | 15 km klassieke stijl (handicapstart) | Afgelast, vanwege de coronapandemie                                  | Afgelast, vanwege de coronapandemie                                  | Afgelast, vanwege de coronapandemie                                          |
| Eindklassement wereldbekerfinale:                                                                                          |                             |                                       | Afgelast, vanwege de coronapandemie                                  | Afgelast, vanwege de coronapandemie                                  | Afgelast, vanwege de coronapandemie                                          |

### Eindstanden
| Algemene wereldbeker | Algemene wereldbeker   | Algemene wereldbeker | Algemene wereldbeker |
| #                    | Naam                   | Land                 | Punten               |
| -------------------- | ---------------------- | -------------------- | -------------------- |
| 1                    | Aleksandr Bolsjoenov   | RUS                  | 1765                 |
| 2                    | Ivan Jakimoesjkin      | RUS                  | 800                  |
| 3                    | Johannes Høsflot Klæbo | NOR                  | 663                  |
| 4                    | Federico Pellegrino    | ITA                  | 614                  |
| 5                    | Artjom Maltsev         | RUS                  | 604                  |
| 6                    | Maurice Manificat      | FRA                  | 597                  |
| 7                    | Jevgeni Belov          | RUS                  | 590                  |
| 8                    | Andrej Melnitsjenko    | RUS                  | 586                  |
| 9                    | Denis Spitsov          | RUS                  | 567                  |
| 10                   | Oskar Svensson         | SWE                  | 484                  |

| Afstandswereldbeker | Afstandswereldbeker    | Afstandswereldbeker | Afstandswereldbeker |
| #                   | Naam                   | Land                | Punten              |
| ------------------- | ---------------------- | ------------------- | ------------------- |
| 1                   | Aleksandr Bolsjoenov   | RUS                 | 921                 |
| 2                   | Ivan Jakimoesjkin      | RUS                 | 509                 |
| 3                   | Simen Hegstad Krüger   | NOR                 | 357                 |
| 4                   | Denis Spitsov          | RUS                 | 327                 |
| 5                   | Jevgeni Belov          | RUS                 | 321                 |
| 6                   | Andrej Melnitsjenko    | RUS                 | 319                 |
| 7                   | Hans Christer Holund   | NOR                 | 318                 |
| 8                   | Johannes Høsflot Klæbo | NOR                 | 317                 |
| 9                   | Dario Cologna          | SUI                 | 303                 |
| 10                  | Artjom Maltsev         | RUS                 | 298                 |

| Sprintwereldbeker | Sprintwereldbeker      | Sprintwereldbeker | Sprintwereldbeker |
| #                 | Naam                   | Land              | Punten            |
| ----------------- | ---------------------- | ----------------- | ----------------- |
| 1                 | Federico Pellegrino    | ITA               | 439               |
| 2                 | Gleb Retivych          | RUS               | 369               |
| 3                 | Aleksandr Bolsjoenov   | RUS               | 284               |
| 4                 | Oskar Svensson         | SWE               | 283               |
| 5                 | Lucas Chanavat         | FRA               | 219               |
| 6                 | Richard Jouve          | FRA               | 214               |
| 7                 | Andrew Young           | GBR               | 157               |
| 8                 | Johannes Høsflot Klæbo | NOR               | 146               |
| 9                 | Aleksandr Terentjev    | RUS               | 140               |
| 10                | Valentin Chauvin       | FRA               | 132               |

| U23 | U23                     | U23  | U23    |
| #   | Naam                    | Land | Punten |
| --- | ----------------------- | ---- | ------ |
| 1   | Hugo Lapalus            | FRA  | 292    |
| 2   | Gus Schumacher          | USA  | 213    |
| 3   | Aleksandr Terentjev     | RUS  | 206    |
| 4   | William Poromaa         | SWE  | 184    |
| 5   | Janik Riebli            | SUI  | 77     |
| 6   | Valerio Grond           | SUI  | 71     |
| 7   | Harald Østberg Amundsen | NOR  | 68     |
| 8   | Friedrich Moch          | GER  | 54     |
| 9   | James Schoonmaker       | USA  | 44     |
| 10  | Mika Vermeulen          | AUT  | 31     |

| Bonus ranking | Bonus ranking          | Bonus ranking | Bonus ranking |
| #             | Naam                   | Land          | Punten        |
| ------------- | ---------------------- | ------------- | ------------- |
|               | Aleksandr Bolsjoenov   | RUS           | 207           |
| 2             | Gleb Retivych          | RUS           | 106           |
| 3             | Federico Pellegrino    | ITA           | 76            |
| 4             | Ivan Jakimoesjkin      | RUS           | 56            |
| 5             | Jevgeni Belov          | RUS           | 49            |
| 6             | Johannes Høsflot Klæbo | NOR           | 48            |
| 7             | Pål Golberg            | NOR           | 46            |
| 8             | Emil Iversen           | NOR           | 45            |
| 9             | Artjom Maltsev         | RUS           | 44            |
| 10            | Richard Jouve          | FRA           | 42            |

| Prijzengeld | Prijzengeld            | Prijzengeld | Prijzengeld |
| #           | Naam                   | Land        | CHF         |
| ----------- | ---------------------- | ----------- | ----------- |
| 1           | Aleksandr Bolsjoenov   | RUS         | 219.500     |
| 2           | Johannes Høsflot Klæbo | NOR         | 76.000      |
| 3           | Ivan Jakimoesjkin      | RUS         | 57.275      |
| 4           | Maurice Manificat      | FRA         | 56.100      |
| 5           | Federico Pellegrino    | ITA         | 54.100      |
| 6           | Denis Spitsov          | RUS         | 43.400      |
| 7           | Artjom Maltsev         | RUS         | 36.550      |
| 8           | Emil Iversen           | NOR         | 33.850      |
| 9           | Gleb Retivych          | RUS         | 31.000      |
| 10          | Simen Hegstad Krüger   | NOR         | 30.200      |

## Vrouwen

### Kalender
| Datum | Plaats                      | Onderdeel                             | Eerste                                                                         | Tweede                                                          | Derde                                                                       |
| --- | --------------------------- | ------------------------------------- | ------------------------------------------------------------------------------ | --------------------------------------------------------------- | --------------------------------------------------------------------------- |
| Ruka Triple |                             |                                       |                                                                                |                                                                 |                                                                             |
| 27/11/2020 | Kuusamo                     | Sprint (klassieke stijl)              | Linn Svahn                                                                     | Maja Dahlqvist                                                  | Jonna Sundling                                                              |
| 28/11/2020 | Kuusamo                     | 10 km klassieke stijl                 | Therese Johaug                                                                 | Frida Karlsson                                                  | Ebba Andersson                                                              |
| 29/11/2020 | Kuusamo                     | 10 km vrije stijl (handicapstart)     | Therese Johaug                                                                 | Helene Marie Fossesholm                                         | Rosie Brennan                                                               |
| Eindklassement Ruka Triple:                                                                                                | Eindklassement Ruka Triple: | Eindklassement Ruka Triple:           | Therese Johaug                                                                 | Tatjana Sorina                                                  | Ebba Andersson                                                              |
| 04/12/2020 | Lillehammer                 | Sprint (klassieke stijl)              | Afgelast, vanwege de coronapandemie                                            | Afgelast, vanwege de coronapandemie                             | Afgelast, vanwege de coronapandemie                                         |
| 05/12/2020 | Lillehammer                 | 15 km skiatlon                        | Afgelast, vanwege de coronapandemie                                            | Afgelast, vanwege de coronapandemie                             | Afgelast, vanwege de coronapandemie                                         |
| 06/12/2020 | Lillehammer                 | 4×5 km estafette                      | Afgelast, vanwege de coronapandemie                                            | Afgelast, vanwege de coronapandemie                             | Afgelast, vanwege de coronapandemie                                         |
| 12/12/2020 | Davos                       | Sprint (vrije stijl)                  | Rosie Brennan                                                                  | Anamarija Lampič                                                | Natalja Neprjajeva                                                          |
| 13/12/2020 | Davos                       | 10 km vrije stijl                     | Rosie Brennan                                                                  | Joelia Stoepak                                                  | Hailey Swirbul                                                              |
| 19/12/2020 | Dresden                     | Sprint (vrije stijl)                  | Nadine Fähndrich                                                               | Sophie Caldwell Hamilton                                        | Anamarija Lampič                                                            |
| 20/12/2020 | Dresden                     | Teamsprint (vrije stijl)              | Zwitserland I Laurien van der Graaff Nadine Fähndrich                          | Rusland I Joelia Stoepak Natalja Neprjajeva                     | Slovenië I Eva Urevc Anamarija Lampič                                       |
| Tour de Ski 2020/2021 |                             |                                       |                                                                                |                                                                 |                                                                             |
| 01/01/2021 | Val Müstair                 | Sprint (vrije stijl)                  | Linn Svahn                                                                     | Anamarija Lampič                                                | Jessica Diggins                                                             |
| 02/01/2021 | Val Müstair                 | 10 km klassieke stijl (massastart)    | Linn Svahn                                                                     | Joelia Stoepak                                                  | Jessica Diggins                                                             |
| 03/01/2021 | Val Müstair                 | 10 km vrije stijl (handicapstart)     | Jessica Diggins                                                                | Rosie Brennan                                                   | Frida Karlsson                                                              |
| 05/01/2021 | Toblach                     | 10 km vrije stijl                     | Jessica Diggins                                                                | Rosie Brennan                                                   | Ebba Andersson                                                              |
| 06/01/2021 | Toblach                     | 10 km klassieke stijl (handicapstart) | Joelia Stoepak                                                                 | Ebba Andersson                                                  | Jessica Diggins                                                             |
| 08/01/2021 | Val di Fiemme               | 10 km klassieke stijl (massastart)    | Natalja Neprjajeva                                                             | Katharina Hennig                                                | Ebba Andersson                                                              |
| 09/01/2021 | Val di Fiemme               | Sprint (klassieke stijl)              | Linn Svahn                                                                     | Maja Dahlqvist                                                  | Emma Ribom                                                                  |
| 10/01/2021 | Val di Fiemme               | 10 km massastart (vrije stijl)        | Ebba Andersson                                                                 | Jessica Diggins                                                 | Delphine Claudel                                                            |
| Eindklassement Tour de Ski:                                                                                                | Eindklassement Tour de Ski: | Eindklassement Tour de Ski:           | Jessica Diggins                                                                | Joelia Stoepak                                                  | Ebba Andersson                                                              |
| 23/01/2021 | Lahti                       | 15 km skiatlon                        | Therese Johaug                                                                 | Helene Marie Fossesholm                                         | Heidi Weng                                                                  |
| 24/01/2021 | Lahti                       | 4×5 km estafette                      | Noorwegen I Tiril Udnes Weng Therese Johaug Helene Marie Fossesholm Heidi Weng | Zweden I Charlotte Kalla Emma Ribom Lovisa Modig Ebba Andersson | Finland I Johanna Matintalo Kerttu Niskanen Laura Mononen Krista Pärmäkoski |
| 29/01/2021 | Falun                       | 10 km vrije stijl                     | Jessica Diggins                                                                | Therese Johaug                                                  | Ebba Andersson                                                              |
| 30/01/2021 | Falun                       | 10 km klassieke stijl (massastart)    | Linn Svahn                                                                     | Joelia Stoepak                                                  | Therese Johaug                                                              |
| 31/01/2021 | Falun                       | Sprint (klassieke stijl)              | Linn Svahn                                                                     | Anamarija Lampič                                                | Jonna Sundling                                                              |
| 06/02/2021 | Ulricehamn                  | Sprint (vrije stijl)                  | Maja Dahlqvist                                                                 | Johanna Hagström                                                | Jessie Diggins                                                              |
| 07/02/2021 | Ulricehamn                  | Teamsprint (vrije stijl)              | Slovenië I Eva Urevc Anamarija Lampič                                          | Zweden I Maja Dahlqvist Linn Svahn                              | Zwitserland I Laurien van der Graaff Nadine Fähndrich                       |
| 20/02/2021 | Nové Město                  | Sprint (klassieke stijl)              | Afgelast, vanwege de coronapandemie                                            | Afgelast, vanwege de coronapandemie                             | Afgelast, vanwege de coronapandemie                                         |
| 21/02/2021 | Nové Město                  | 10 km vrije stijl                     | Afgelast, vanwege de coronapandemie                                            | Afgelast, vanwege de coronapandemie                             | Afgelast, vanwege de coronapandemie                                         |
| 23 februari tot en met 7 maart 2021: wereldkampioenschappen langlaufen 2021 in Oberstdorf (telt niet mee voor wereldbeker) |                             |                                       |                                                                                |                                                                 |                                                                             |
| 12/03/2021 | Engadin                     | 10 km klassieke stijl (massastart)    | Joelia Stoepak                                                                 | Heidi Weng                                                      | Ebba Andersson                                                              |
| 13/03/2021 | Engadin                     | 30 km vrije stijl (handicapstart)     | Heidi Weng                                                                     | Ebba Andersson                                                  | Joelia Stoepak                                                              |
| Wereldbekerfinale |                             |                                       |                                                                                |                                                                 |                                                                             |
| 19/03/2021 | Lillehammer                 | Sprint (vrije stijl)                  | Afgelast, vanwege de coronapandemie                                            | Afgelast, vanwege de coronapandemie                             | Afgelast, vanwege de coronapandemie                                         |
| 20/03/2021 | Lillehammer                 | 15 km skiatlon                        | Afgelast, vanwege de coronapandemie                                            | Afgelast, vanwege de coronapandemie                             | Afgelast, vanwege de coronapandemie                                         |
| 21/03/2021 | Lillehammer                 | 10 km klassieke stijl (handicapstart) | Afgelast, vanwege de coronapandemie                                            | Afgelast, vanwege de coronapandemie                             | Afgelast, vanwege de coronapandemie                                         |
| Eindklassement wereldbekerfinale:                                                                                          |                             |                                       | Afgelast, vanwege de coronapandemie                                            | Afgelast, vanwege de coronapandemie                             | Afgelast, vanwege de coronapandemie                                         |

### Eindstanden
| Algemene wereldbeker | Algemene wereldbeker | Algemene wereldbeker | Algemene wereldbeker |
| #                    | Naam                 | Land                 | Punten               |
| -------------------- | -------------------- | -------------------- | -------------------- |
| 1                    | Jessica Diggins      | USA                  | 1347                 |
| 2                    | Joelia Stoepak       | RUS                  | 1079                 |
| 3                    | Ebba Andersson       | SWE                  | 1011                 |
| 4                    | Rosie Brennan        | USA                  | 919                  |
| 5                    | Tatjana Sorina       | RUS                  | 851                  |
| 6                    | Natalja Neprjajeva   | RUS                  | 733                  |
| 7                    | Linn Svahn           | SWE                  | 688                  |
| 8                    | Anamarija Lampič     | SLO                  | 643                  |
| 9                    | Therese Johaug       | NOR                  | 611                  |
| 10                   | Nadine Fähndrich     | SUI                  | 597                  |

| Afstandswereldbeker | Afstandswereldbeker     | Afstandswereldbeker | Afstandswereldbeker |
| #                   | Naam                    | Land                | Punten              |
| ------------------- | ----------------------- | ------------------- | ------------------- |
| 1                   | Jessica Diggins         | USA                 | 653                 |
| 2                   | Ebba Andersson          | SWE                 | 640                 |
| 3                   | Joelia Stoepak          | RUS                 | 619                 |
| 4                   | Rosie Brennan           | USA                 | 484                 |
| 5                   | Therese Johaug          | NOR                 | 410                 |
| 6                   | Katharina Hennig        | GER                 | 406                 |
| 7                   | Heidi Weng              | NOR                 | 376                 |
| 8                   | Tatjana Sorina          | RUS                 | 364                 |
| 9                   | Helene Marie Fossesholm | NOR                 | 359                 |
| 10                  | Natalja Neprjajeva      | RUS                 | 323                 |

| Sprintwereldbeker | Sprintwereldbeker        | Sprintwereldbeker | Sprintwereldbeker |
| #                 | Naam                     | Land              | Punten            |
| ----------------- | ------------------------ | ----------------- | ----------------- |
| 1                 | Anamarija Lampič         | SLO               | 402               |
| 2                 | Nadine Fähndrich         | SUI               | 296               |
| 3                 | Linn Svahn               | SWE               | 275               |
| 4                 | Jessica Diggins          | USA               | 262               |
| 5                 | Maja Dahlqvist           | SWE               | 244               |
| 6                 | Natalja Neprjajeva       | RUS               | 214               |
| 7                 | Jonna Sundling           | SWE               | 212               |
| 8                 | Eva Urevc                | SLO               | 189               |
| 9                 | Rosie Brennan            | USA               | 185               |
| 10                | Sophie Caldwell Hamilton | USA               | 171               |

| U23 | U23                     | U23  | U23    |
| #   | Naam                    | Land | Punten |
| --- | ----------------------- | ---- | ------ |
| 1   | Linn Svahn              | SWE  | 688    |
| 2   | Helene Marie Fossesholm | NOR  | 439    |
| 3   | Frida Karlsson          | SWE  | 435    |
| 4   | Hailey Swirbul          | USA  | 268    |
| 5   | Johanna Hagström        | SWE  | 145    |
| 6   | Patrīcija Eiduka        | LAT  | 144    |
| 7   | Moa Lundgren            | SWE  | 124    |
| 8   | Hristina Matsokina      | RUS  | 106    |
| 9   | Tereza Beranová         | CZE  | 87     |
| 10  | Hedda Østberg Amundsen  | NOR  | 51     |

| Bonus ranking | Bonus ranking      | Bonus ranking | Bonus ranking |
| #             | Naam               | Land          | Punten        |
| ------------- | ------------------ | ------------- | ------------- |
|               | Linn Svahn         | SWE           | 119           |
| 2             | Jessica Diggins    | USA           | 101           |
| 3             | Ebba Andersson     | SWE           | 94            |
| 4             | Maja Dahlqvist     | SWE           | 70            |
| 5             | Natalja Neprjajeva | RUS           | 69            |
| 6             | Anamarija Lampič   | SLO           | 67            |
| 7             | Frida Karlsson     | SWE           | 63            |
| 8             | Emma Ribom         | SWE           | 52            |
| 9             | Therese Johaug     | NOR           | 47            |
| 10            | Joelia Stoepak     | RUS           | 45            |

| Prijzengeld | Prijzengeld        | Prijzengeld | Prijzengeld |
| #           | Naam               | Land        | CHF         |
| ----------- | ------------------ | ----------- | ----------- |
| 1           | Jessica Diggins    | USA         | 157.450     |
| 2           | Joelia Stoepak     | RUS         | 111.550     |
| 3           | Ebba Andersson     | SWE         | 91.025      |
| 4           | Therese Johaug     | NOR         | 62.750      |
| 5           | Rosie Brennan      | USA         | 61.750      |
| 6           | Linn Svahn         | SWE         | 61.250      |
| 7           | Tatjana Sorina     | RUS         | 53.900      |
| 8           | Anamarija Lampič   | SLO         | 39.400      |
| 9           | Natalja Neprjajeva | RUS         | 35.500      |
| 10          | Heidi Weng         | NOR         | 31.850      |

## Landenklassementen
| Algemeen | Algemeen         | Algemeen |
| #        | Land             | Punten   |
| -------- | ---------------- | -------- |
| 1        | Rusland          | 7.485    |
| 2        | Noorwegen        | 4.525    |
| 3        | Zweden           | 4.432    |
| 4        | Verenigde Staten | 3.757    |
| 5        | Zwitserland      | 2.386    |
| 6        | Finland          | 2.317    |
| 7        | Duitsland        | 2.262    |
| 8        | Frankrijk        | 2.233    |
| 9        | Italië           | 1.956    |
| 10       | Slovenië         | 1.160    |

| Mannen | Mannen              | Mannen |
| #      | Land                | Punten |
| ------ | ------------------- | ------ |
| 1      | Rusland             | 4.450  |
| 2      | Noorwegen           | 2.482  |
| 3      | Frankrijk           | 1.976  |
| 4      | Italië              | 1.359  |
| 5      | Zwitserland         | 1.343  |
| 6      | Zweden              | 1.260  |
| 7      | Finland             | 1.082  |
| 8      | Duitsland           | 992    |
| 9      | Verenigde Staten    | 736    |
| 10     | Verenigd Koninkrijk | 715    |

| Vrouwen | Vrouwen          | Vrouwen |
| #       | Land             | Punten  |
| ------- | ---------------- | ------- |
| 1       | Zweden           | 3.172   |
| 2       | Rusland          | 3.035   |
| 3       | Verenigde Staten | 3.021   |
| 4       | Noorwegen        | 2.043   |
| 5       | Duitsland        | 1.270   |
| 6       | Finland          | 1.235   |
| 7       | Slovenië         | 1.077   |
| 8       | Zwitserland      | 1.043   |
| 9       | Tsjechië         | 749     |
| 10      | Italië           | 597     |

## Reglementen

### Startquota
Elk land kan maximaal 10 startquota behalen voor alle wereldbeker wedstrijden.
Deze startplekken bestaan uit:
- De basis startquota "landenquota"
- Extra quotaplekken Continental Cups (COC) en algemene wereldbeker leiders
- Gastland quota

Voor etappewedstrijden gelden uitzonderingen op bovenstaande quotaplekken.
Het gastland van een wereldbeker heeft bovenop bovengenoemde quota, het recht op maximaal 2 extra startplekken voor onder 23-langlaufers per sekse.
Landenquota
| Land                |      | Mannen | Mannen |       | Vrouwen | Vrouwen |  | Totaal |
| Land                | Rang | Quota  | Rang   | Quota |         |         |  | Totaal |
| ------------------- | ---- | ------ | ------ | ----- | ------- | ------- |  | ------ |
| Noorwegen           |      | 1e     | 6      |       | 1e      | 6       |  | 12     |
| Zweden              | 4e   | 6      | 2e     | 6     | 12      |         |  |        |
| Rusland             | 2e   | 6      | 5e     | 6     | 12      |         |  |        |
| Finland             | 3e   | 6      | 4e     | 6     | 12      |         |  |        |
| Zwitserland         | 6e   | 6      | 8e     | 6     | 12      |         |  |        |
| Duitsland           | 8e   | 6      | 6e     | 6     | 12      |         |  |        |
| Verenigde Staten    | 10e  | 5      | 3e     | 6     | 11      |         |  |        |
| Frankrijk           | 5e   | 6      | 12e    | 5     | 11      |         |  |        |
| Italië              | 7e   | 6      | 11e    | 5     | 11      |         |  |        |
| Slovenië            | 13e  | 4      | 7e     | 6     | 10      |         |  |        |
| Tsjechië            | 15e  | 4      | 10e    | 5     | 9       |         |  |        |
| China               | 12e  | 5      | 13e    | 4     | 9       |         |  |        |
| Kazachstan          | 11e  | 5      | 14e    | 4     | 9       |         |  |        |
| Oostenrijk          | 18e  | 3      | 9e     | 5     | 8       |         |  |        |
| Polen               | 14e  | 4      | 17e    | 3     | 7       |         |  |        |
| Japan               | 19e  | 3      | 15e    | 4     | 7       |         |  |        |
| Canada              | 21e  | 3      | 16e    | 4     | 7       |         |  |        |
| Verenigd Koninkrijk | 9e   | 5      | –      | 2     | 7       |         |  |        |
| Oekraïne            | 24e  | 3      | 19e    | 3     | 6       |         |  |        |
| Slowakije           | 30e  | 3      | –      | 2     | 6       |         |  |        |
| Andorra             | 16e  | 4      | –      | 2     | 6       |         |  |        |
| Estland             | 17e  | 3      | –      | 2     | 5       |         |  |        |
| Letland             | 29e  | 3      | 23e    | 3     | 6       |         |  |        |
| Australië           | 22e  | 3      | 21e    | 3     | 6       |         |  |        |
| Wit-Rusland         | 20e  | 3      | 22e    | 3     | 6       |         |  |        |
| Kroatië             | –    | 2      | 18e    | 3     | 5       |         |  |        |
| Servië              | –    | 2      | 19e    | 3     | 5       |         |  |        |
| Ierland             | 23e  | 3      | –      | 2     | 5       |         |  |        |
| Roemenië            | 25e  | 3      | –      | 2     | 5       |         |  |        |
| Litouwen            | 26e  | 3      | –      | 2     | 5       |         |  |        |
| Spanje              | 27e  | 3      | –      | 2     | 5       |         |  |        |
| IJsland             | 28e  | 3      | –      | 2     | 5       |         |  |        |
| Overige landen      | –    | 2      | –      | 2     | 4       |         |  |        |

| Rang Team Cup 2019/2020 | Landenquota |
| ----------------------- | ----------- |
| 1-8                     | 6           |
| 9-12                    | 5           |
| 13-16                   | 4           |
| 17-....                 | 3           |
| Geen                    | 2           |

Extra quotaplekken Continental Cups (COC) en algemene wereldbeker leiders
In aanvulling op de "landenquota" kunnen langlaufers deelnemen op basis van 'persoonlijke startquota'.
De winnaars van de algemene wereldbeker van het voorgaande seizoen mogen starten tijdens de 1e wereldbekerperiode van het opvolgende seizoen. De leiders van de algemene wereldbeker aan het eind van elke wereldbekerperiode hebben het recht op te starten in de volgende wereldbekerperiode:

| Wereldbekerperiode             | Eis                                                | Quotaplek mannen     | Quotaplek vrouwen |
| ------------------------------ | -------------------------------------------------- | -------------------- | ----------------- |
| 1e (01.11.2020 t/m 20.12.2020) | Winnaar "algemene wereldbeker" seizoen 2019/2020   | Aleksandr Bolsjoenov | Therese Johaug    |
| 2e (29.12.2020 t/m 19.01.2021) | Leider "algemene wereldbeker" 1e periode 2020/2021 | Aleksandr Bolsjoenov | Rosie Brennan     |
| 3e (19.01.2021 t/m 07.02.2021) | Leider "algemene wereldbeker" 2e periode 2020/2021 | Aleksandr Bolsjoenov | Jessica Diggins   |
| 4e (15.02.2021 t/m 07.03.2021) | Leider "algemene wereldbeker" 3e periode 2020/2021 | Aleksandr Bolsjoenov | Jessica Diggins   |
| 5e (08.03.2021 t/m 14.03.2021) | Leider "algemene wereldbeker" 4e periode 2020/2021 | Aleksandr Bolsjoenov | Jessica Diggins   |

De algemene winnaars van de Continental Cups van het voorgaande seizoen, hebben het recht om te starten in de 1e wereldbeker van het opvolgende seizoen. De leiders van de Continental Cups (mannen en vrouwen) op de volgende data, hebben het recht om te starten in de wereldbekerwedstrijden van de volgende wereldbekerperiode:

| Wereldbekerperiode             | Eis                              | Naam Cup           | Quotaplekken mannen     | Quotaplekken vrouwen    |
| ------------------------------ | -------------------------------- | ------------------ | ----------------------- | ----------------------- |
| 1e (01.11.2020 t/m 20.12.2020) | Winnaars COC seizoen 2019/2020   | Australia/NZE Cup  | Phillip Bellingham      | Katerina Paul           |
| 1e (01.11.2020 t/m 20.12.2020) | Winnaars COC seizoen 2019/2020   | Balkan Cup         | Petrică Hogiu           | Vedrana Malec           |
| 1e (01.11.2020 t/m 20.12.2020) | Winnaars COC seizoen 2019/2020   | Eastern Europe Cup | Ermil Vokuev            | Evgenia Shapovalova     |
| 1e (01.11.2020 t/m 20.12.2020) | Winnaars COC seizoen 2019/2020   | Far East Cup       | Hikari Fujnoki          | Chaewon Lee             |
| 1e (01.11.2020 t/m 20.12.2020) | Winnaars COC seizoen 2019/2020   | NorAm Cup (CAN)    | Antoine Cyr             | Katherine Stewart-Jones |
| 1e (01.11.2020 t/m 20.12.2020) | Winnaars COC seizoen 2019/2020   | OPA Cup            | Jean Tiberghien         | Ilaria Debertolis       |
| 1e (01.11.2020 t/m 20.12.2020) | Winnaars COC seizoen 2019/2020   | Scandinavian Cup   | Gjoeran Tefre           | Julie Myhre             |
| 1e (01.11.2020 t/m 20.12.2020) | Winnaars COC seizoen 2019/2020   | Slavic Cup         | Mateusz Haratyk         | Magdalena Kobielusz     |
| 1e (01.11.2020 t/m 20.12.2020) | Winnaars COC seizoen 2019/2020   | US Super Tour      | Gus Schumacher          | Kaitlynn Miller         |
| 2e (29.12.2020 t/m 19.01.2021) | Leiders COC per 29 december 2020 | Australia/NZE Cup  | Phillip Bellingham      | Katerina Paul           |
| 2e (29.12.2020 t/m 19.01.2021) | Leiders COC per 29 december 2020 | Balkan Cup         | Petrică Hogiu           | Vedrana Malec           |
| 2e (29.12.2020 t/m 19.01.2021) | Leiders COC per 29 december 2020 | Eastern Europe Cup | Andrey Krasnov          | Lilia Vasilieva         |
| 2e (29.12.2020 t/m 19.01.2021) | Leiders COC per 29 december 2020 | Far East Cup       | Hikari Fujnoki          | Chaewon Lee             |
| 2e (29.12.2020 t/m 19.01.2021) | Leiders COC per 29 december 2020 | NorAm Cup (CAN)    | Antoine Cyr             | Katherine Stewart-Jones |
| 2e (29.12.2020 t/m 19.01.2021) | Leiders COC per 29 december 2020 | OPA Cup            | Ireneu Esteve Altimiras | Martina di Centa        |
| 2e (29.12.2020 t/m 19.01.2021) | Leiders COC per 29 december 2020 | Scandinavian Cup   | Gjoeran Tefre           | Julie Myhre             |
| 2e (29.12.2020 t/m 19.01.2021) | Leiders COC per 29 december 2020 | Slavic Cup         | Kacper Antolec          | Karolina Kaleta         |
| 2e (29.12.2020 t/m 19.01.2021) | Leiders COC per 29 december 2020 | US Super Tour      | Gus Schumacher          | Kaitlynn Miller         |
| 3e (19.01.2021 t/m 07.02.2021) | Leiders COC per 19 januari 2021  | Australia/NZE Cup  | Phillip Bellingham      | Katerina Paul           |
| 3e (19.01.2021 t/m 07.02.2021) | Leiders COC per 19 januari 2021  | Balkan Cup         | Paul Constantin Pepene  | Tena Hadzic             |
| 3e (19.01.2021 t/m 07.02.2021) | Leiders COC per 19 januari 2021  | Eastern Europe Cup | Andrey Larkov           | Lilia Vasilieva         |
| 3e (19.01.2021 t/m 07.02.2021) | Leiders COC per 19 januari 2021  | Far East Cup       | Niet gehouden           | Niet gehouden           |
| 3e (19.01.2021 t/m 07.02.2021) | Leiders COC per 19 januari 2021  | NorAm Cup (CAN)    | Antoine Cyr             | Katherine Stewart-Jones |
| 3e (19.01.2021 t/m 07.02.2021) | Leiders COC per 19 januari 2021  | OPA Cup            | Ireneu Esteve Altimiras | Martina di Centa        |
| 3e (19.01.2021 t/m 07.02.2021) | Leiders COC per 19 januari 2021  | Scandinavian Cup   | Niet gehouden           | Niet gehouden           |
| 3e (19.01.2021 t/m 07.02.2021) | Leiders COC per 19 januari 2021  | Slavic Cup         | Kacper Antolec          | Karolina Kaleta         |
| 3e (19.01.2021 t/m 07.02.2021) | Leiders COC per 19 januari 2021  | US Super Tour      | Hunter Wonders          | Alayna Sonnesyn         |
| 4e (15.02.2021 t/m 07.03.2021) | Leiders COC per 16 februari      | Australia/NZE Cup  | Phillip Bellingham      | Katerina Paul           |
| 4e (15.02.2021 t/m 07.03.2021) | Leiders COC per 16 februari      | Balkan Cup         | Paul Constantin Pepene  | Tena Hadzic             |
| 4e (15.02.2021 t/m 07.03.2021) | Leiders COC per 16 februari      | Eastern Europe Cup | Andrey Larkov           | Lilia Vasilieva         |
| 4e (15.02.2021 t/m 07.03.2021) | Leiders COC per 16 februari      | Far East Cup       | Eunho Kim               | Chaewon Lee             |
| 4e (15.02.2021 t/m 07.03.2021) | Leiders COC per 16 februari      | NorAm Cup (CAN)    | Antoine Cyr             | Katherine Stewart-Jones |
| 4e (15.02.2021 t/m 07.03.2021) | Leiders COC per 16 februari      | OPA Cup            | Ireneu Esteve Altimiras | Martina di Centa        |
| 4e (15.02.2021 t/m 07.03.2021) | Leiders COC per 16 februari      | Scandinavian Cup   | Niet gehouden           | Niet gehouden           |
| 4e (15.02.2021 t/m 07.03.2021) | Leiders COC per 16 februari      | Slavic Cup         | Kacper Antolec          | Karolina Kaleta         |
| 4e (15.02.2021 t/m 07.03.2021) | Leiders COC per 16 februari      | US Super Tour      | Zanden McMullen         | Novie Maccabe           |
| 5e (08.03.2021 t/m 14.03.2021) | Leiders COC per 8 maart          | Australia/NZE Cup  | Phillip Bellingham      | Katerina Paul           |
| 5e (08.03.2021 t/m 14.03.2021) | Leiders COC per 8 maart          | Balkan Cup         | Paul Constantin Pepene  | Tena Hadzic             |
| 5e (08.03.2021 t/m 14.03.2021) | Leiders COC per 8 maart          | Eastern Europe Cup | Andrey Larkov           | Lilia Vasilieva         |
| 5e (08.03.2021 t/m 14.03.2021) | Leiders COC per 8 maart          | Far East Cup       | Eunho Kim               | Chaewon Lee             |
| 5e (08.03.2021 t/m 14.03.2021) | Leiders COC per 8 maart          | NorAm Cup (CAN)    | Antoine Cyr             | Katherine Stewart-Jones |
| 5e (08.03.2021 t/m 14.03.2021) | Leiders COC per 8 maart          | OPA Cup            | Cedric Steiner          | Lisa Lohmann            |
| 5e (08.03.2021 t/m 14.03.2021) | Leiders COC per 8 maart          | Scandinavian Cup   | Niet gehouden           | Niet gehouden           |
| 5e (08.03.2021 t/m 14.03.2021) | Leiders COC per 8 maart          | Slavic Cup         | Kacper Antolec          | Karolina Kaleta         |
| 5e (08.03.2021 t/m 14.03.2021) | Leiders COC per 8 maart          | US Super Tour      | Johnny Hagenbuch        | Novie Maccabe           |

Gastland quota
Het organiserende land heeft het recht om maximaal 10 extra langlaufers in te schrijven (uitgezonderd Tour de Ski: maximaal 5 extra langlaufers). Hierbij dient rekening gehouden te worden met de eis dat er maximaal 10 langlaufers per land per wereldbekerwedstrijd mogen deelnemen.
Ruka Triple, Tour de Ski & Wereldbekerfinale
In de etappewedstrijden Ruka Triple, Tour de Ski & de Wereldbekerfinale heeft elk land recht op maximaal 10 startquota.
Deze startplekken bestaan uit:
- De basis startquota "landenquota"
- Extra quotaplekken Continental Cups (COC) en algemene wereldbeker leiders
- Gastland quota
- De beste 20 langlaufers (mannen en vrouwen) volgens de huidige sprintwereldbeker stand (Ruka Triple: beste 20 langlaufers sprintwereldbeker stand 2019/2020).

Estafette of teamsprint tijdens wereldbeker
Indien er een estafette of teamsprint wordt georganiseerd tijdens een wereldbeker, hebben landen met een afstand- of sprint startquota van 3, het recht om met 4 langlaufers te starten, in individuele wedstrijden tijdens dezelfde wereldbeker. Dit heeft geen betrekking op het organiserende land (vanwege de "gastland quota") en de landen met extra quota voor Continental Cups atleten.
Quota's voor teamwedstrijden (estafette en teamsprint)
Elk land heeft het recht om bij estafette of teamsprint wedstrijden, met 2 teams deel te nemen. Bij gemengde teamwedstrijden is er geen limiet op het aantal quotaplaatsen per land.

## Uitzendrechten
- Canada: CBC Sports[13]
- Duitsland: ARD/ZDF[14]
- Finland: Yle
- Nederland: Eurosport
- Noorwegen: NRK
- Zweden: SVT[15][16]
- Zwitserland: SRG SSR[17]